# ジョン・フィッツアラン (初代アランデル男爵)
初代アランデル男爵ジョン・フィッツアラン（John FitzAlan, 1st Baron Arundel, 1348年ごろ - 1379年）は、イングランド貴族、軍人。サー・ジョン・アランデルとしても知られる。

## 生涯

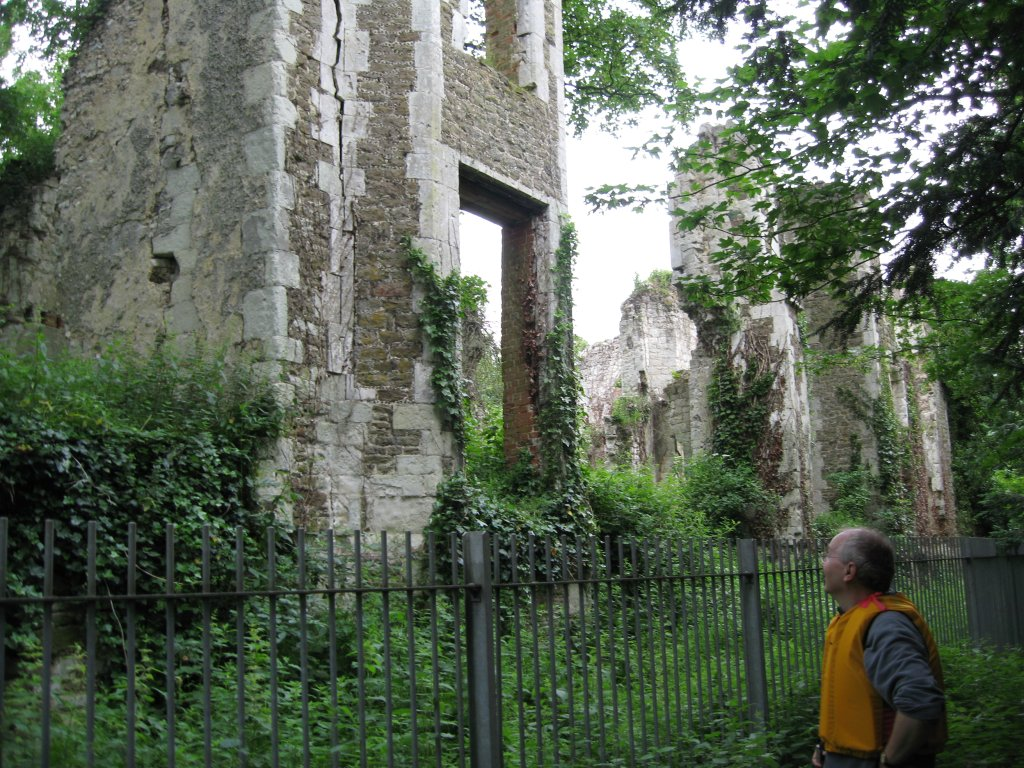
ベッチワース城

ジョンはサセックスのエッチンガムにおいて、第10代アランデル伯リチャード・フィッツアラン（1313年頃 - 1376年）と、その2番目の妻エレノア・オブ・ランカスター（1318年 - 1372年）の子として生まれた。エレノアは第3代ランカスター伯ヘンリーの娘で、第2代ボーモント男爵ジョン・ボーモントの未亡人であった。弟はカンタベリー大司教トマス・アランデル。妹はヘレフォード伯夫人ジョーン・フィッツアランである。
ジョンは1377年、リチャード2世によってイングランド元帥に任命され、同年8月4日、ヨハンニ・デ・アランデル宛の令状により貴族院に召集された。また、1379年まで軍務伯の職を務めた。
1379年7月26日、サリーにあった11世紀の土塁要塞跡地に石造りの城郭に銃眼を付ける（要塞化する）許可を得た。その後、城郭は再建・改築され、現在ではベッチワース城として知られている。
ブルターニュ公を支援する海軍遠征隊を指揮し、コーンウォール沖でフランス艦隊を破った。
ブルターニュ公を救援する目的で部隊を指揮していたジョンは、強風を待つしかなかった。その間、彼は修道院に避難することを決意したが、そこで部下たちは「その場所の神聖さを顧みず……暴行を加え、強姦した」。さらにジョンは「部下たちが好きなように田舎を荒らし、人々を貧困に陥れるのを許した」。近くの教会から盗んだ物資と、不当な扱いを受けた司祭たちからの破門宣告を受けて出航した部隊は、嵐に遭遇した。トマス・ウォルシンガムの記録によると、嵐のパニックの最中、ジョンは岩礁に打ち上げられることを恐れて上陸を拒否した部下たちを殺害したという。その後、無事にアイルランド沖の島に到着したジョンと船長は、海に流され溺死した。
トマス・ウォルシンガムの記述によると、ジョンの部下たちはサウサンプトンまたはその近郊の修道院を襲い、多くの住人を拉致した。その後、激しい嵐に船団は追われ、さらわれた哀れな修道女たちは船を軽くするために海に投げ出された。しかし、船はアイルランド沿岸で難破し、一部の史料によればスカリフ近郊、他の史料によればケープ・クリア島で難破した。ジョンとその従者、そして他の高貴な身分の者たちは溺死し、25隻の船とその乗組員のほとんどが失われた。フロワサールの記述は、修道院の冒涜に関する記述が省略されている点で、ウォルシンガムの記述とは本質的に異なっている。
ジョンはサセックスのルイス修道院に埋葬された。

## 結婚と子女
1358年2月17日、ジョンは初代マルトレイヴァース男爵ジョン・マルトレイヴァースの息子サー・ジョンとグウェンシンの娘、エレノア・マルトレイヴァース（1345年 - 1404/6年1月10日）と結婚した。二人の間には少なくとも5人の子供が生まれた（他のによりさらに多いとも）。
- ジョーン（1360年頃 - 1404年9月1日） - 最初にウィリアム・ド・ブライアンと結婚し息子を1人産み、次にサー・ウィリアム・ド・エチンガムと結婚した[4]。
- ジョン（1364年 - 1390年） - 第2代アランデル男爵
- リチャード（1366年頃 - 1419年6月3日） - 娘ジョアンは、第9代アランデル伯エドマンド・フィッツアランの娘アイリーン・フィッツアランの孫トマス・ウィロビー・オブ・パーハムと結婚した。
- ウィリアム（1369年頃 - 1400年） - ガーター騎士
- マーガレット（1372年 - 1439年7月7日） - 第6代ハムレイクのルース男爵ウィリアム・ルースと結婚